# Договор за подизпълнение
Договорът за подизпълнение (субконтракт) е договор, възлагащ част от съществуващ договор на трета страна (подизпълнител).
Възлагането на подизпълнители (подизпълнение) е една от формите на производствен (индустриален) аутсорсинг, използван от промишлените предприятия за оптимизиране на производствените процеси. Той се състои в това, че едно индустриално предприятие (изпълнител) поставя поръчка за разработване или производство на някои продукти или за изпълнение на технологични процеси в съответствие с изискванията на клиента, на друго предприятие (подизпълнител), което позволява на фирмата изпълнител да изграждане на по-ефективна и успешна организационна структура на производството.
Използването на механизма на подизпълнение позволява на компанията майка (изпълнител) да се освободи от непродуктивни разходи за поддържане на недостатъчно използвани производствени мощности и да концентрира усилията си върху най-важните задачи – технологично преоборудване, актуализиране на моделната гама продукти. Подизпълнителите (обикновено малки и средни предприятия), извършващи работа по подизпълнители, постигат високо ниво на използване на оборудването и висока производителност. Използването на механизма на подизпълнители ви позволява да оптимизирате производствения процес и значително да повишите конкурентоспособността, както на ниво предприятие, така и на регионално ниво.
Подизпълнителите са популярна практика в строителството, където главният изпълнител договаря построяването на цялостна сграда и впоследствие наема подизпълнители, обикновено по-малки фирми, специализирани в отделни дейности, например стъклопоставяне, монтаж на електрическа инсталация, изпълнение на канализационната система и т.н.

## В България
През второто десетилетие на 21 век в България се използват т.нар. похвати „ин хаус“ (на английски: in house), вероятно за да се избегнат търгове. Държавни фирми са сключили договори за над 8 млрд. лв. без обществена поръчка без да имат капацитета да ги изпълнят и са ги преотдали на подизпълнители по тази схема.